# Свободний (Саратовська область)
Свободний (рос. Свободный) — робітниче селище у Базарно-Карабулацькому районі Саратовської області Російської Федерації.
Населення становить 1867  осіб. Належить до муніципального утворення Свободинське муніципальне утворення.

## Історія
Населений пункт розташований у межах українського історичного та культурного регіону Жовтий Клин.
Від 23 липня 1928 року в складі Базарно-Карабулацького району Вольського округу Нижньо-Волзького краю. До цього належав до Саратовського повіту Саратовської губернії.
З 1934 року підпорядковується Саратовському краю, з 1936 року — в складі Саратовської області.
Згідно із законом N 111-ЗСО від 29 грудня 2004 року органом місцевого самоврядування є Свободинське муніципальне утворення.

## Населення
| 1959  | 1970  | 1979  | 1989  | 2002  | 2007  | 2009  |
| ----- | ----- | ----- | ----- | ----- | ----- | ----- |
| 2045  | ↗2277 | ↘2028 | ↗2309 | ↘2292 | ↘2117 | ↘2090 |
| 2010  | 2011  | 2012  | 2013  | 2014  | 2015  | 2016  |
| ↗2160 | ↘2143 | ↘2079 | ↘2036 | ↘1999 | ↗2002 | ↘1946 |
| 2017  | 2018  | 2019  | 2020  |       |       |       |
| ↗1951 | ↘1920 | ↘1889 | ↘1867 |       |       |       |